# 艾滕博哈德
艾滕博哈德（Uittenbogaard），或译尤腾博加德，是荷兰姓氏。该姓氏至少有多于60种拼法，包括但不限于Uijt de Boogaardt、Uijttenboogaard、Uit den Bogaard、Uitenbogaart、Uittenbogerd、Uyttenboogaart和Wtenbogaert。现代荷兰语的拼写是“uit de boomgaard”，意思是“从果园出来”。著名人物包括：
- 阿尔伯特·艾滕博哈德（英语：Albert Uytenbogaardt），南非足球守门员
- 迪尔克·艾滕博哈德，荷兰赛艇运动员
- 英格伯格·艾特·登博哈德（荷兰语：Ingeborg Uijt den Bogaard），荷兰电影女演员
- 扬·艾滕博哈德（荷兰语：Jan Uytenbogaart），荷兰化学家
- 约翰内斯·艾滕博哈德（英语：Johannes Wtenbogaert），荷兰抗议领袖
- 约翰·亨利·艾特·登博哈德（荷兰语：John Henri uit den Bogaard），荷兰儿童读物作家和摄影师
- 鲁洛夫·艾滕博哈德，南非建筑师
- 西奥·艾滕博哈德（英语：Theo Uittenbogaard），荷兰广播电视制片人